# 威猛先生
威猛先生（Mr Muscle）是美國莊臣拥有的清洁剂品牌。

## 历史
1986年由Drackett公司推出（该公司后被美國莊臣收购），最早的产品为厨房清洁剂，但后来又推出了洗洁精、洁厕液、除菌液等多种产品。